# Craterispermum rumpianum
Espèce
Craterispermum rumpianum Taedoumg & Hamon est une espèce de plantes de la famille des Rubiacées du genre Craterispermum, endémique du Cameroun.

## Description
C'est un arbuste de 1 à 2 mètres de haut.

## Répartition et habitat
Endémique du sud-ouest du Cameroun, l'espèce a été collectée par René Letouzey en 1976 près de Lokando aux monts Rumpi, auxquels elle doit son épithète spécifique, puis en 2009 près de Dikome-Balue.
On la retrouve dans la forêt de montagne à 900-1 400 mètres d'altitude.